# Tessinska palatset
Tessinska palatset eller Tessins palats är ett barockpalats beläget i Gamla Stan i Stockholm. Palatset uppfördes mellan 1694 och 1701 i kvarteret Europa efter ritningar av Nicodemus Tessin d.y. och ingick i en stadsplan över Slottet och dess omgivningar som endast delvis kom att genomföras. Dess adress är Slottsbacken 4. Palatset är statligt byggnadsminne sedan 24 september 1965 och används idag som länsresidens för Stockholms län.

## Historik

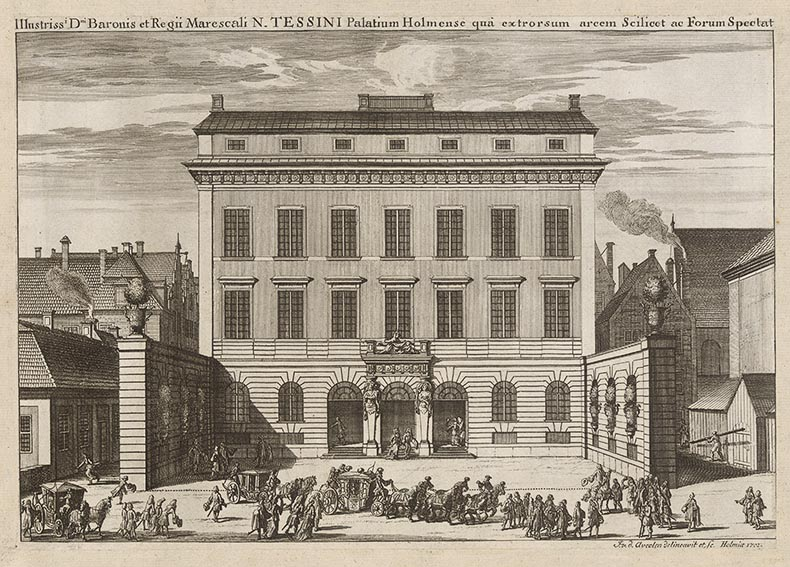
Palatset avbildat i Suecia antiqua et hodierna 1702 (en av tre planscher)

År 1692 köpte Tessin tomten till det som skulle bli hans palats. Den var välplacerad vid Slottsbacken mittemot slottet Tre Kronor. Tessin var vid tillfället 38 år och mitt i en lysande karriär; han hade sedan faderns död 1681 varit både stadsarkitekt i Stockholm samt slottsarkitekt till kung Karl XI. Allt detta gjorde att rikets främste arkitekt behövde en ståndsmässig boning i Stockholm.
Tomten Tessin köpte var relativt liten, och dessutom var den oregelbunden, vilket gjorde att uppgiften han ställdes inför blev en utmaning. Hur skapa ett stadspalats, som följde arkitekturens regler och som skulle upplevas som ordnad och regelbunden på en tomt som inte var detta? Lösningen blev genial,[källa behövs] och de slutliga ritningarna signerades av Tessin den 8 augusti 1696. Nationalmuseum har åtta bevarade originalritningar av Tessins hand till palatset i sina samlingar.
Arbetet fortskred relativt snabbt och redan den 17 januari 1697 skrev Tessin till den svenske diplomaten i Paris Daniel Cronström följande:
| ” | Mitt hus är, så när som på flyglarna och trädgården, på vilka jag har för avsikt att arbeta på i år, så pass framskridet att jag, om Gud vill, hoppas kunna inflytta där till midsommar. | „ |

Tessin fortsätter lite längre ner i brevet med:
| ” | Mitt hus kostar mig nu, så sant som det finns en Gud, oss emellan sagt, mer än hundratusen livres utom möblerna; men så är det också allt, Gud ske lov, i det närmaste färdigt, och jag anser det som den största glädjekälla för min återstående levnad. | „ |

Hela palatset inklusive trädgården blev klart under de sista åren på 1600-talet och vid pingst 1701 kunde Tessin ta emot änkedrottning Hedvig Eleonora med andra medlemmar av den kungliga familjen. Man åt middag till musik från Hovkapellet som spelade från kolonngången i trädgårdens fondbyggnad.
Tessin avled 1728 och huset ärvdes då av hans son Carl Gustaf Tessin som skrev kärleksfullt om huset efter faderns död:
| ” | Min sal. faders hus i Stockholm är ingalunda ett stort hus; men kan med all rätt räknas som ett mönsterstycke. Alla reglor i architecturen äro nogast iakttagna; ögonen på alla sätt förnöjde. Orderne i architecturen satte på hvarandra uti en proportion, som tyckes decidera alla stridigheter, som härtilldags däröfver varit. En iregulière place är bragt inom en regulier stängsel, ej en tum bredt av jordmånen fåfäng. All säkerhet för eld, brandmur å alla sidor, tegeltaksvind, öfra våningen med trapporna hvälfda, 3 våningar öfver jord och dubbla källare under, alla med bequäm upp- och nedgång. Den enda fara detta hus löper är vanskötsel; hvad vackert är, är också delicat. Commodare hus kan ges, men aldrig utan yttre dekorationens kostnad. | „ |

Carl Gustaf Tessin tvingades att sälja palatset 1755 på grund av sin usla ekonomi. Det köptes av grosshandlaren Gustaf Kierman och ytterligare några år därefter köptes palatset av Svenska staten och slutligen utsågs palatset till hertig Karls, sedermera Karl XIII:s, residens, över vilket han fick dispositionsrätt. Hertig Karl flyttade aldrig in i palatset, varför Stockholms stad köpte fastigheten år 1773 för 300 000 daler kopparmynt och man ställde det därefter i ordning som bostad för Överståthållaren. Inköpspriset på 300 000 daler kopparmynt motsvarar 16 418 692 SEK år 2024, mätt med konsumentprisindex .
1968 sammanslogs statens förvaltning av Stockholm stad med Stockholms län, varför Överståthållarämbetet försvann och ersattes med en landshövding. Staten övertog därmed 1968 byggnaden från Stockholms stad och byggnaden har från denna tid tjänat som landshövdingens residens.

## Arkitektur

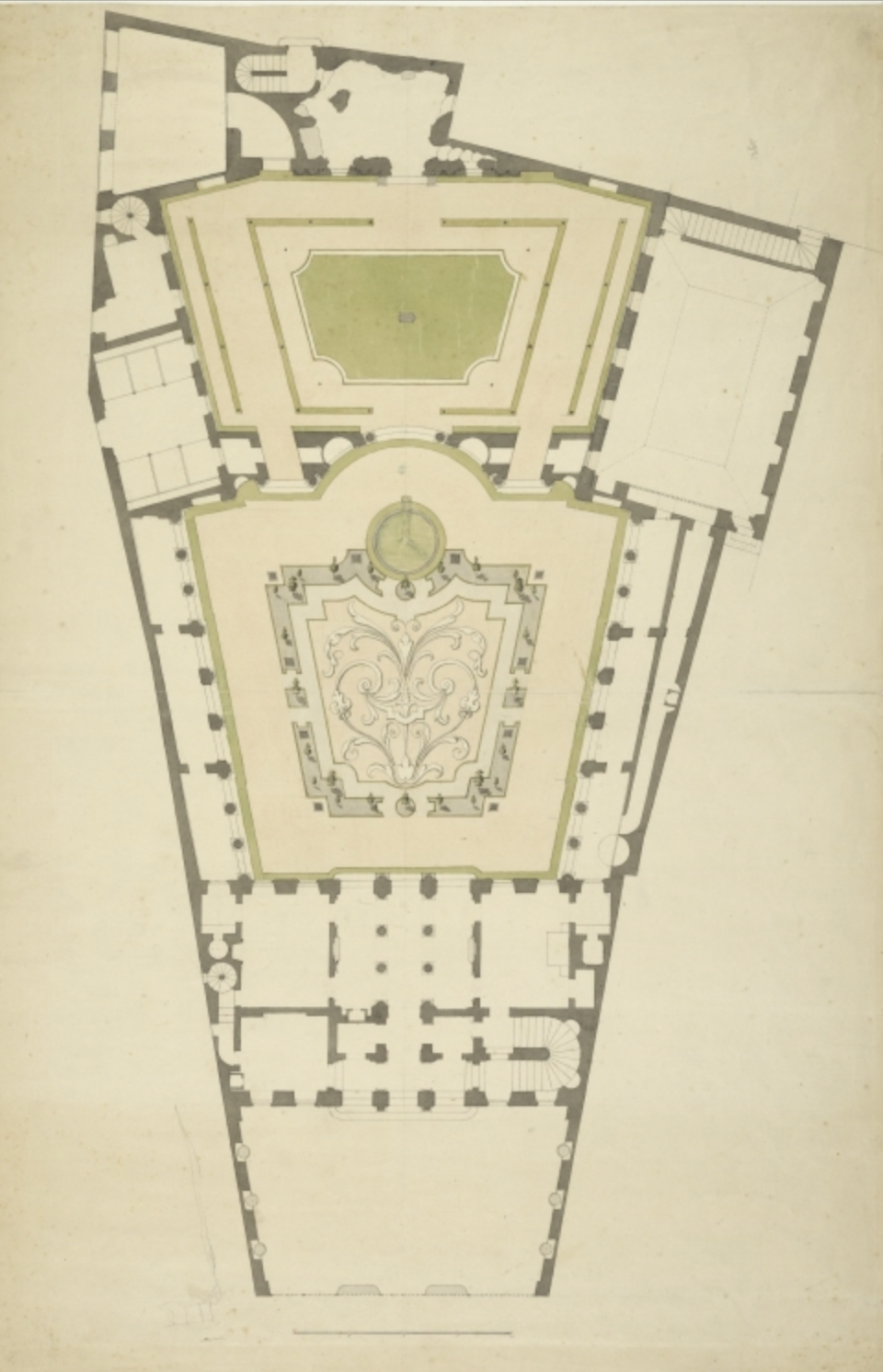
Den oregelbundna tomten med förgård, byggnader och trädgård utritade. Nicodemus Tessin ca 1700. (Nationalmuseums samlingar).

Tomten som Tessin köpte var inte regelbunden, men han lyckades ändå skapa en byggnad med trädgård som uppfattas som helt regelbunden och som följer arkitekturens principer och regler. Tessin skapade ett stadspalats enligt parisisk modell med benämningen entre cour et jardin. Detta innebar att man först har en förgård eller cour d'honneur, följd av huvudbyggnaden som kallades corps-de-logi och därefter trädgården eller jardin. Dessa tre funktioner ligger på samma huvudaxel, och det är denna princip som Tessin har följt.
Tessin beundrade den franska inrednings- och trädgårdskonsten, där Slottet i Versailles utgör den mest fulländade skapelsen. Tessin ansåg däremot inte att byggnaders yttre uppbyggnad skulle följa den franska smaken utan snarare den romerska, vilken är en mer återhållsam form av barock. Här var hans främsta inspiratörer de italienska arkitekterna Giovanni Lorenzo Bernini samt Michelangelo.

### Exteriör mot Slottsbacken
Tessinska palatset fick en liten förgård av samma höjd som byggnadens bottenvåning, vilken var rusticerad. Dessa murar hade urtagna nischer för skulpturer eller vaser. Gården slöts mot staden med gallergrindar. Byggnadens bottenvåning var rusticerad och entrén var placerad i mitten, och hade totalt tre portgångar med rundbågiga valv. Den centrala portgången markerades med två atlanter på ömse sidor, samt att Tessin ovan portvalvet placerade en arkitrav som följer den doriska ordningen bestående av en fris med triglyfer och metoper. På arkitraven vilar en skulpturgrupp utgörandes av två putti. Atlanterna är utformade av den franske skulptören Bernard Foucquet. Hela bottenvåningen är avfärgad i en varmgrå puts.
Första och andra våningen är slätputsade i en varmgul kulör och har symmetriskt placerade fönsteröppningar. Hörnen är markerade med hörnkedjor som efterliknar enkla pilastrar, vilka är avfärgade i samma varmgrå kulör som bottenvåningen. Fönsteröppningarna har lite olika utformning på första och andra våningen, men de är utförda med listverk som ävenledes är avfärgade i en varmgrå puts. Fönstren är smårutiga. Fasaden avslutas upptill med en krönande gesims samt över den en låg attika varefter det flacka taket vidtar.

Tessinska palatsets fasad mott Slottsbacken samt förgårdens murar. Målningen heter Syskonbarnen Sparre utklädda till markattor tar emot julklappar framför Tessinska palatset i Stockholm. Utförd av Johan Pasch år 1739.
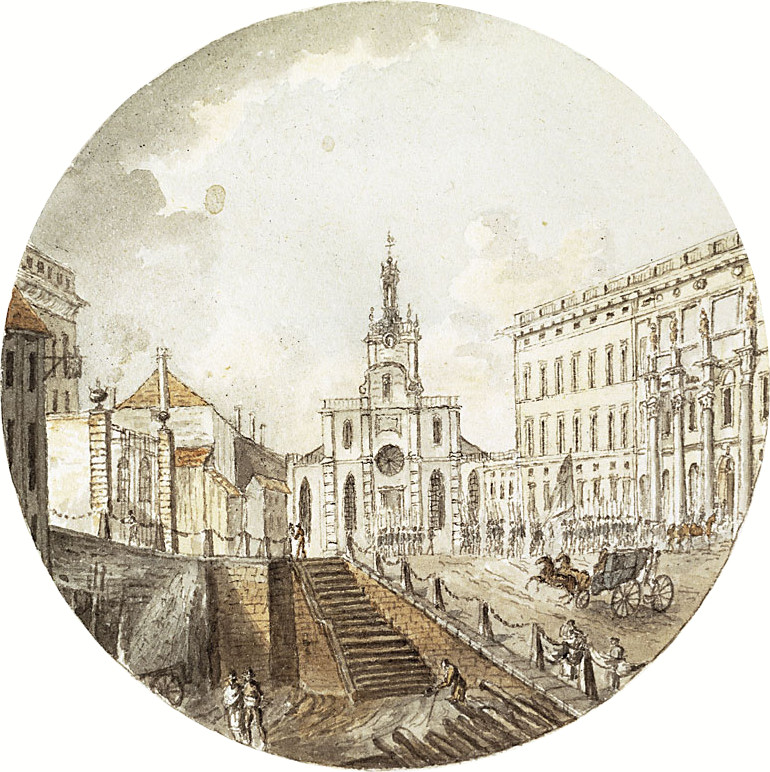
Slottsbacken ca 1785, där man till vänster ser Tessinska palatsets grindar samt murarna runt förgården.
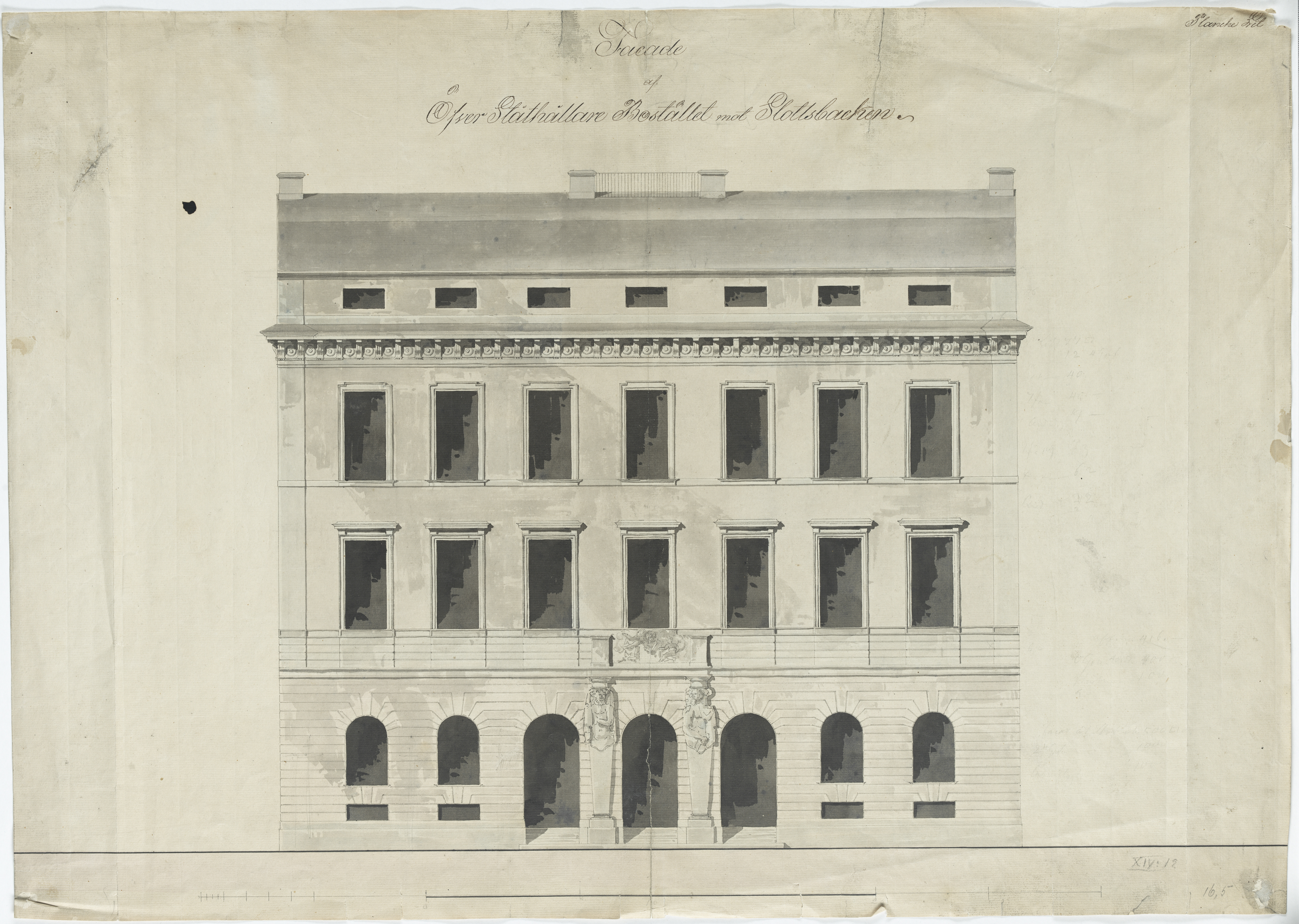
Tessinska palatset, fasadritning mot Slottsbacken
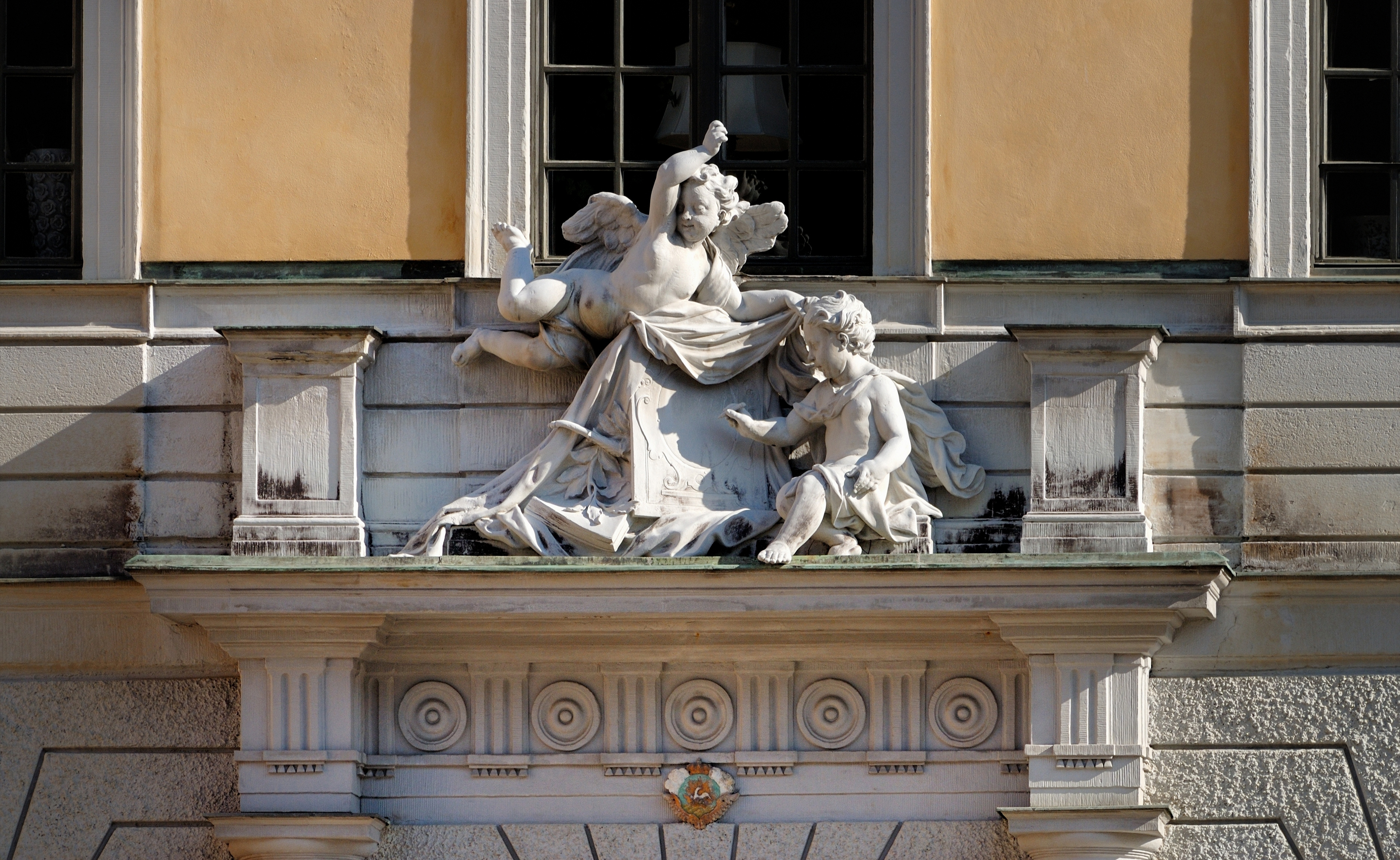
Arkitraven ovan entrén med triglyfer och metoper samt skulpturgrupp.
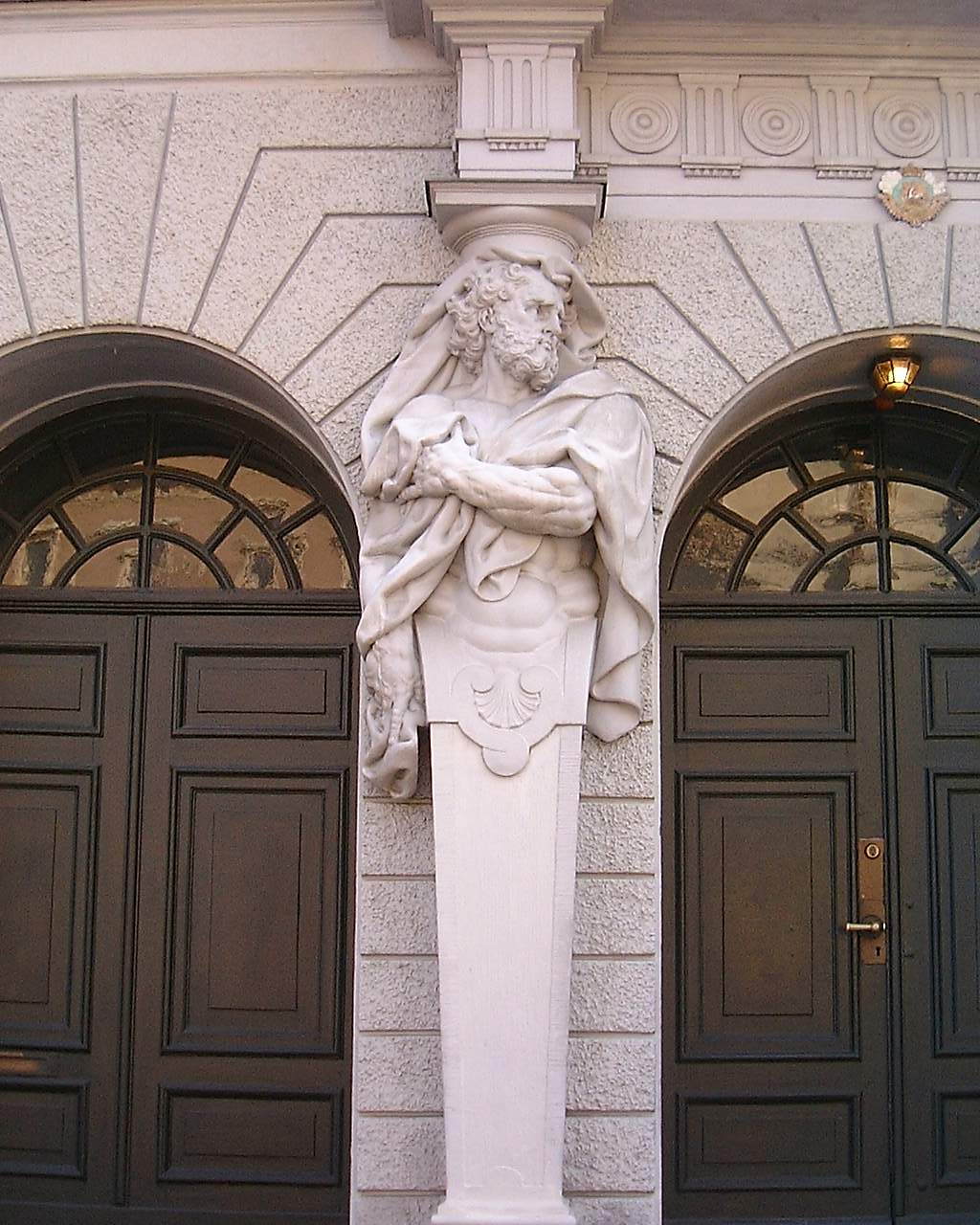
Atlant som står till vänster om entrén
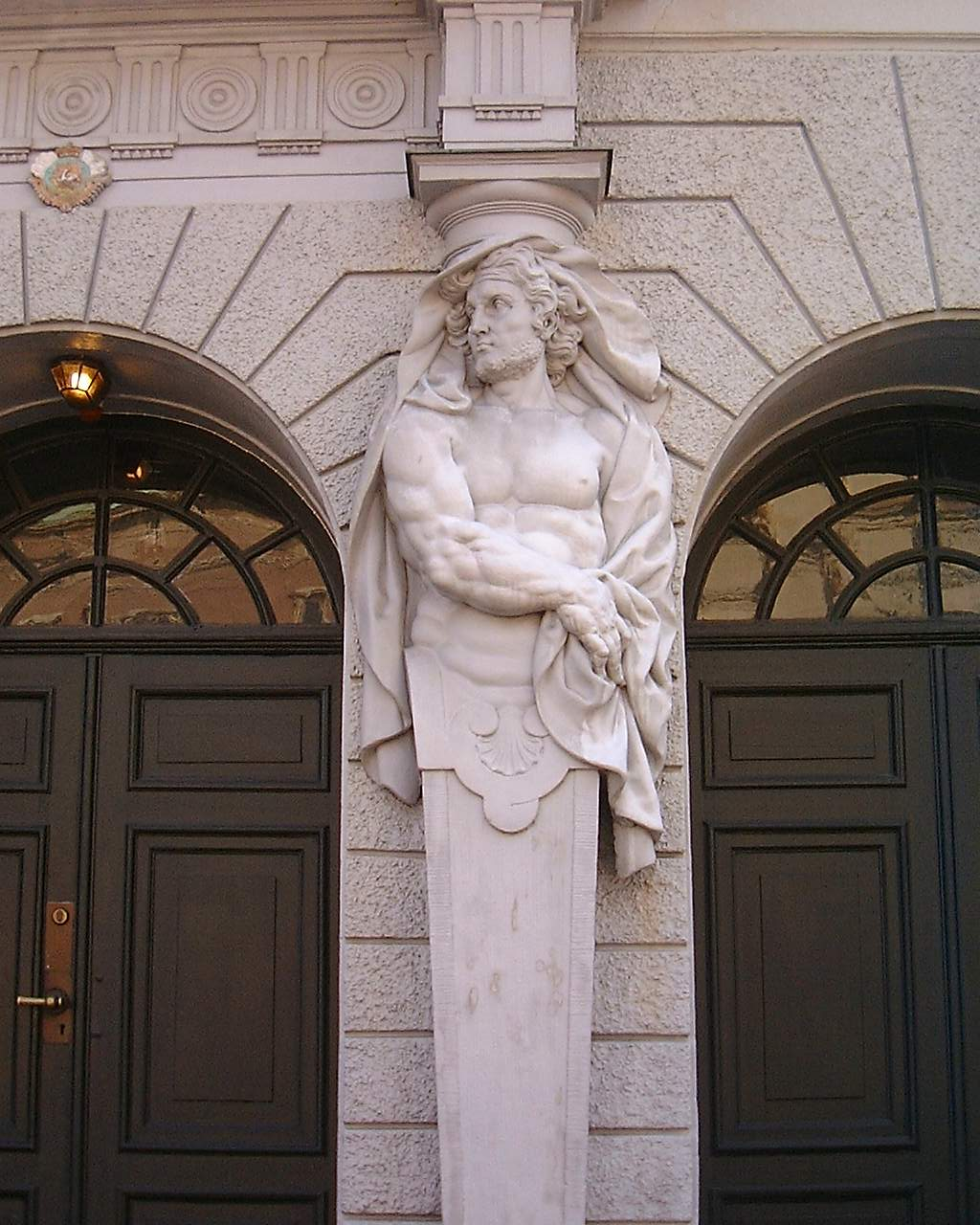
Atlant som står till höger om entrén

### Trädgården
Tessin har innanför huvudbyggnaden skapat ett fantastiskt trädgårdsrum som är indelat i två distinkta delar, vanligen kallade den norra och den södra trädgården. Tessin gav tydliga anvisningar om det växtmaterial som skulle nyttjas och han skapade tydliga ritningar för hela trädgården. I fonden av trädgården har han även skapat ett skenperspektiv i form av en kolonngång. Hela trädgården är en uppvisning i barockens förkärlek för siktlinjer, men också på användningen av perspektiv och viljan att skapa rum i rummet. Det är den norra trädgården som besökaren först kommer ut i.

#### Norra trädgården
Den norra trädgården är den del av trädgården som besökaren först möter då man passerat igenom huvudbyggnaden. Denna del domineras av en broderiparterr, som omges av klippta buxbomshäckar som omger blomsterplanteringar, så kallades plate-bande. Parterren avslutas med en cirkulär bassäng med en fontän i form av en vattenstråle. Tessin hade ursprungligen tio statyer i marmor som omgav denna skapelse, och vilka var inplacerade i den plate-band som omgav broderiparterren. Dessa statyer flyttades troligen i samband med att Palatset såldes till Kierman och de beskrivs 1828 i Nils Wilhelm Lundequists bok Stockholms Stads Historia såsom:
| ” | Om bilderna i trädgården har CancelliRådet Berch i sina samlingar antecknat, att de woro gjorda efter de mest berömda antiker. En af dem blev förd till Bo, och en annan till Åkerö. Af de 10 öfriga, som dock sedan, då huset såldes, undantogos och äfwen fördes till Åkerö, war en sittande Bathseba af marmor, gjord af Jean de Boulogne, en Mercurius af koppar, af samma mästare, en Neptunus, gjord och gjuten af Adrian Vries, en buste efter Kejsar Commodus, antik och obeskrifligt wacker, m.fl. | „ |

Den norra trädgården avslutas med två mindre byggnader som ursprungligen var voljärer som rymde fåglar, som både gav liv och sång till denna trädgård.

#### Södra trädgården
Den södra trädgården var enklare utformad än den norra och hade en parterre de gazon, eller gräsparterr i mitten. Denna var omgiven av klippta häckar av lind som bildade gröna väggar. I slutet av trädgården tänkte sig Tessin en grotta, som skulle byggas i fondbyggnaden. Den kom troligen aldrig till utförande.

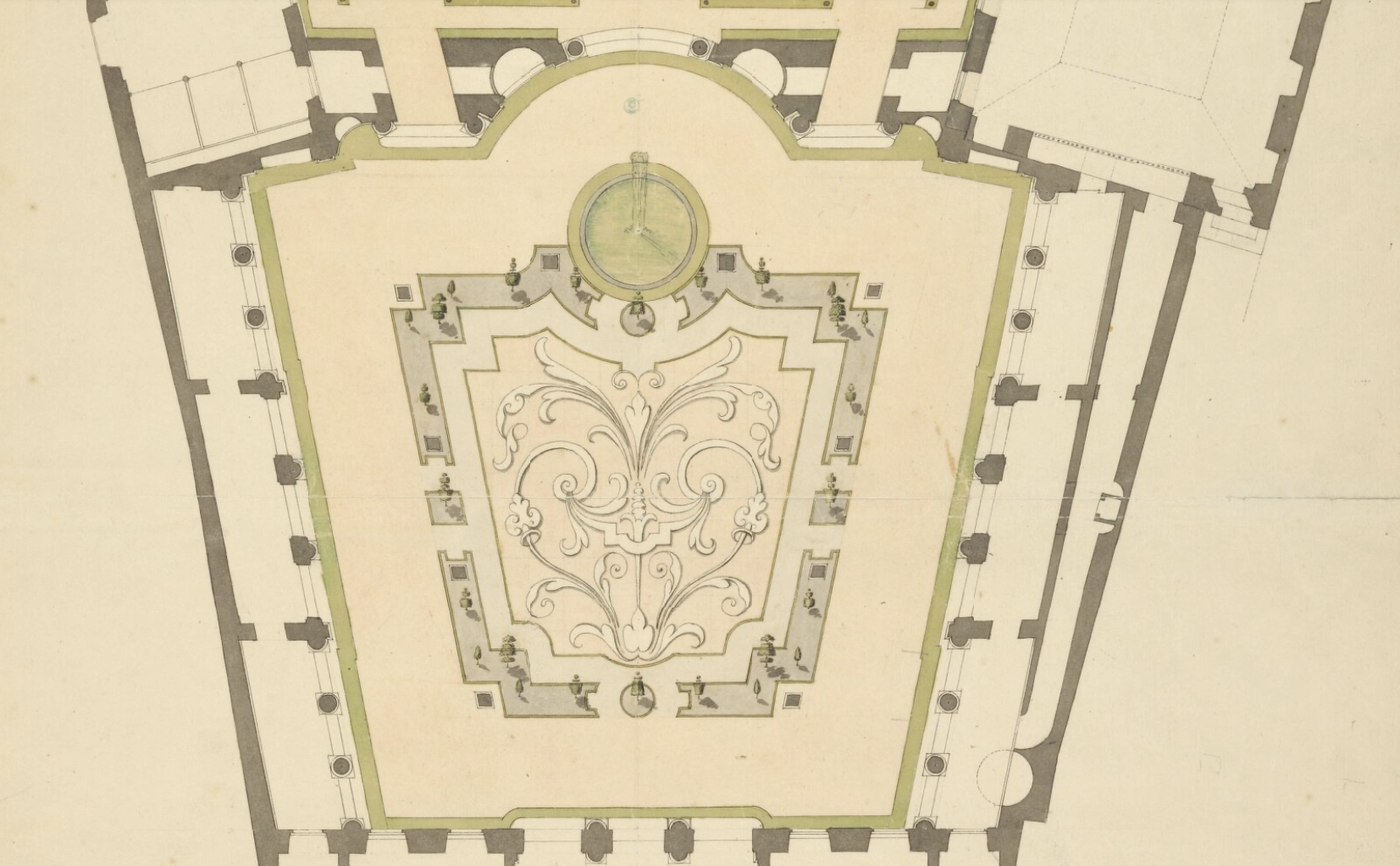
Norra trädgården. Nicodemus Tessin (1696).
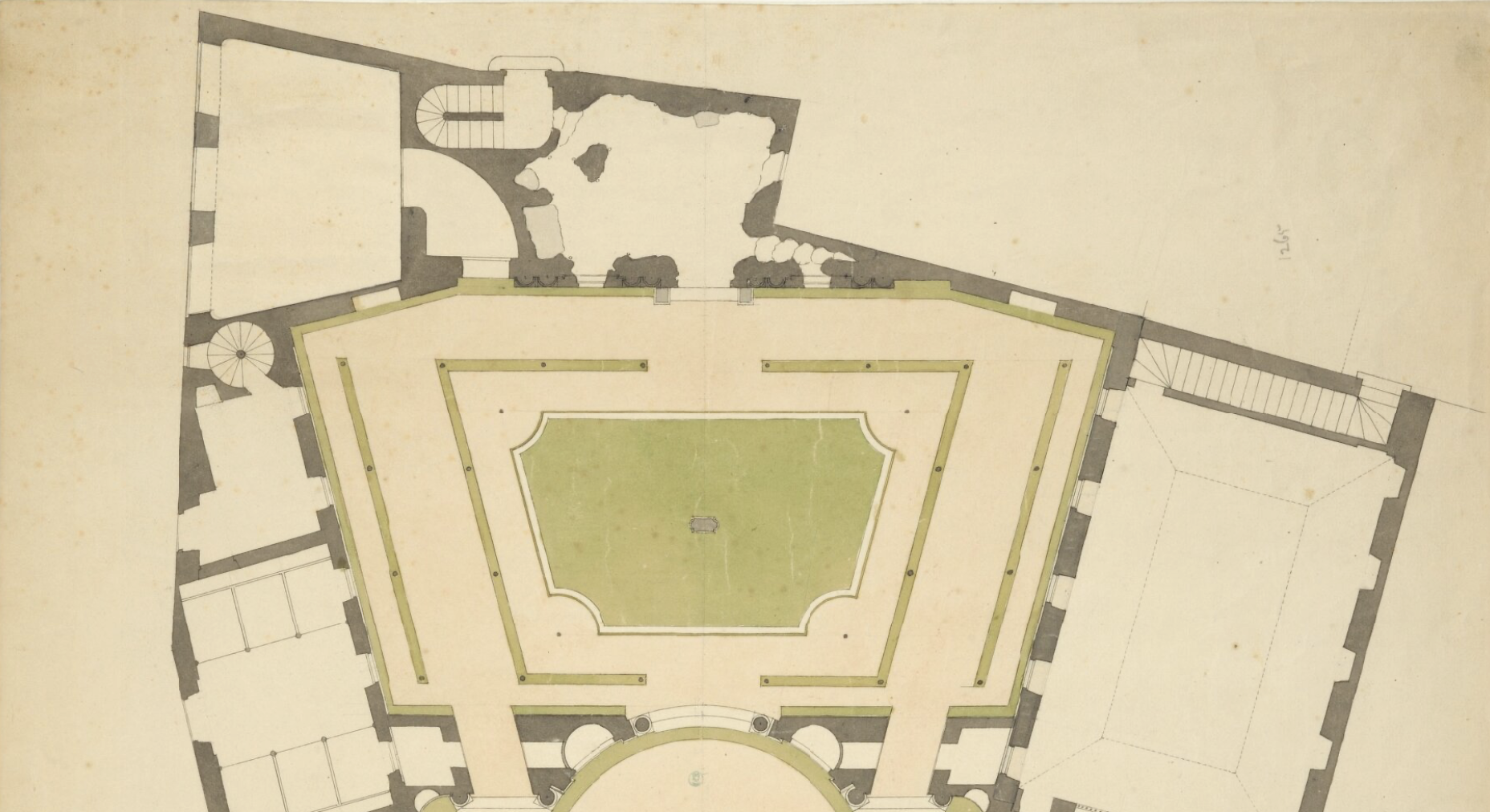
Södra trädgården. Nicodemus Tessin (1696).
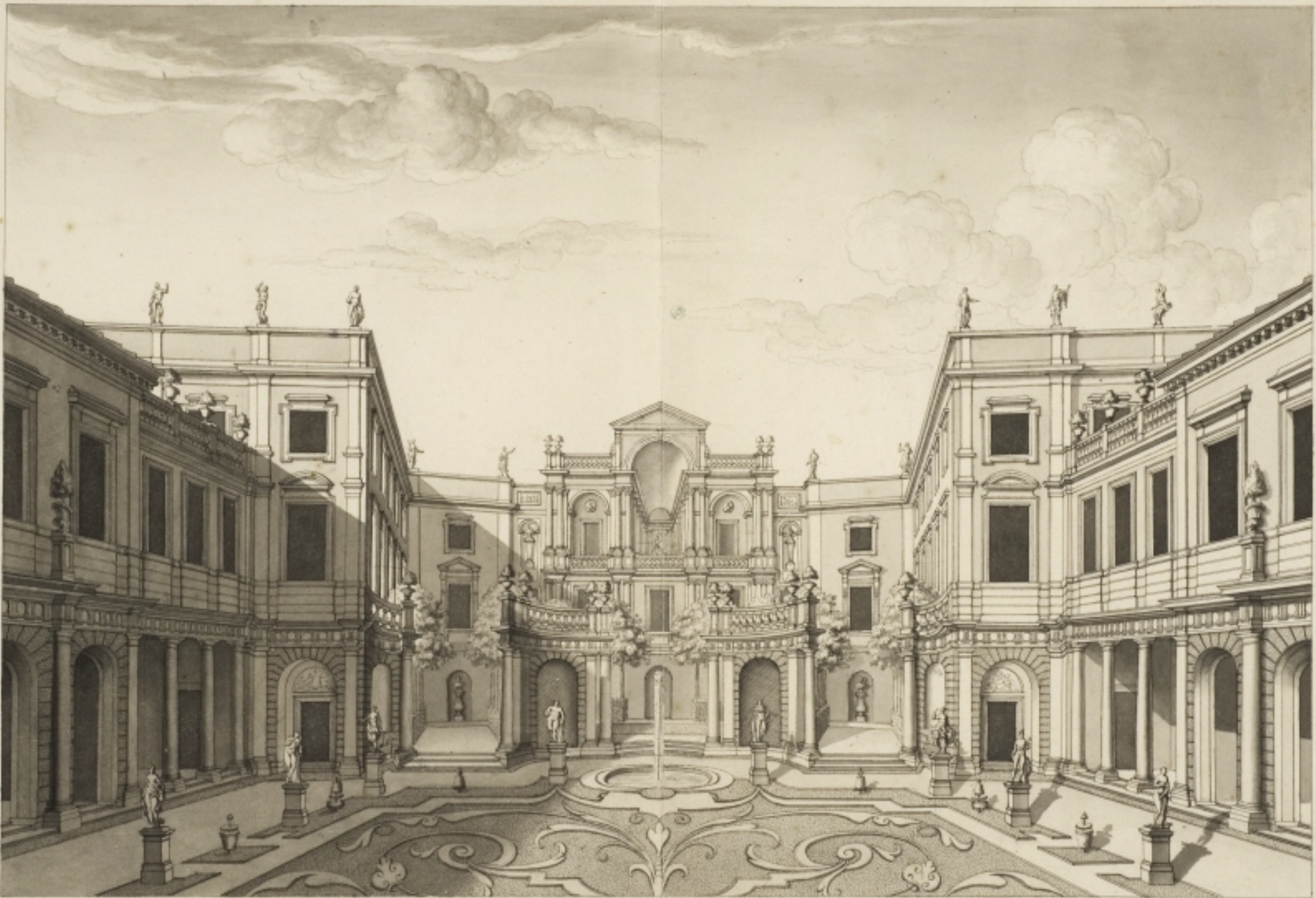
Perspektiv av norra trädgården, från huvudbyggnaden mot fondbyggnaden. Nicodemus Tessin (1700).
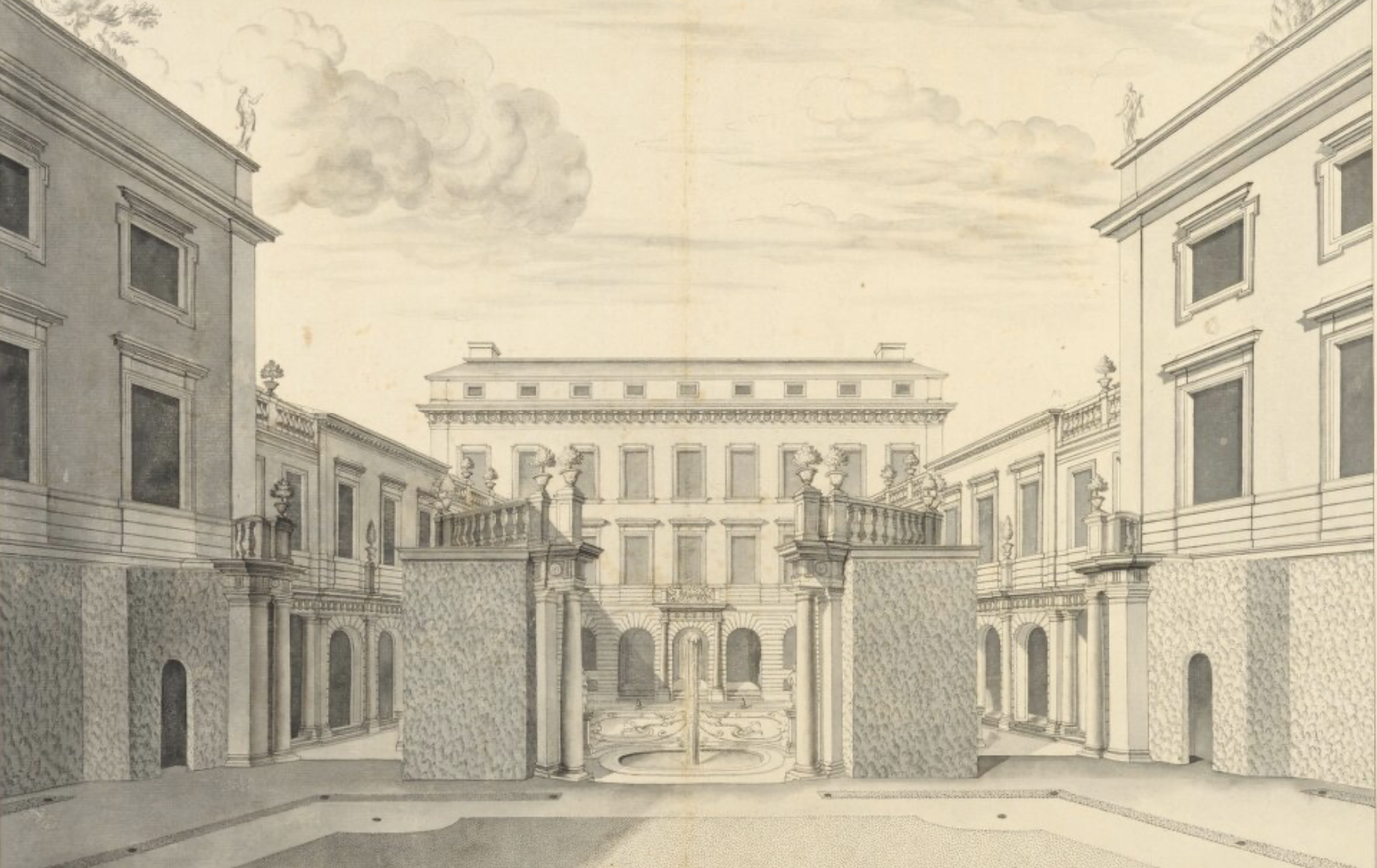
Vy av södra trädgården från fondbyggnaden mot huvudbyggnaden. Nicodemus Tessin (1700).
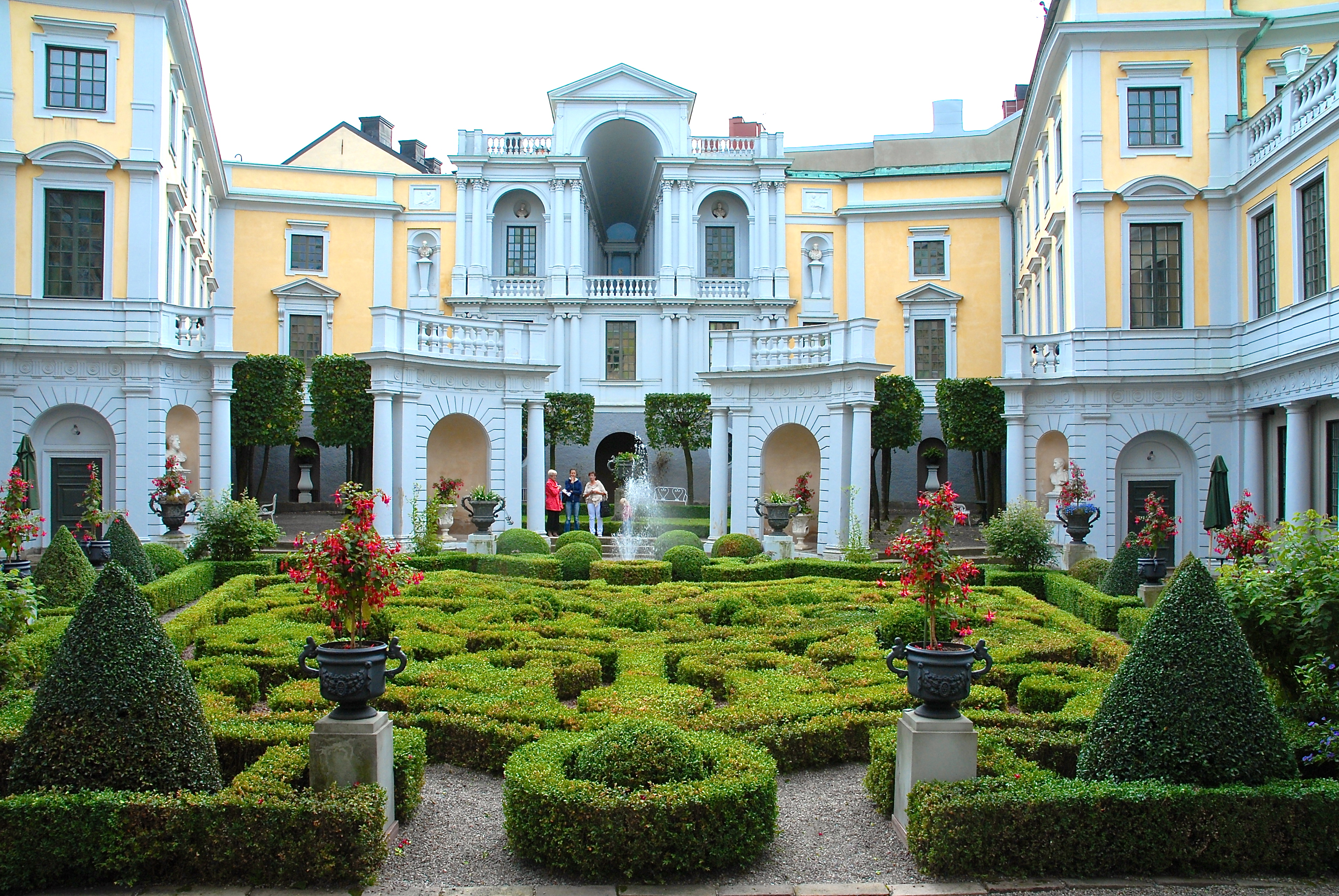
Norra trädgården med broderiparterren. (2006)

## Bildgalleri

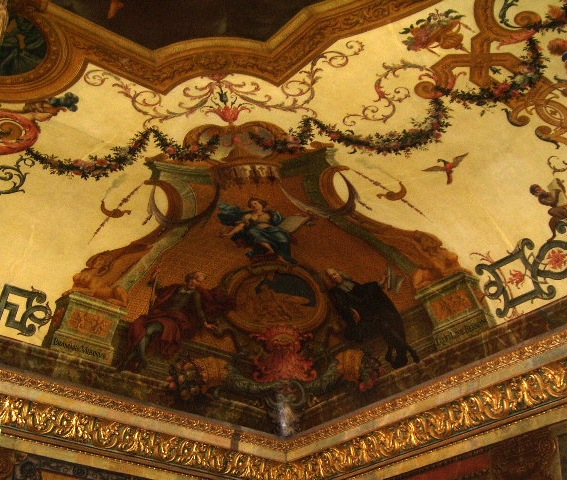
Takdetalj från paradvåningen.
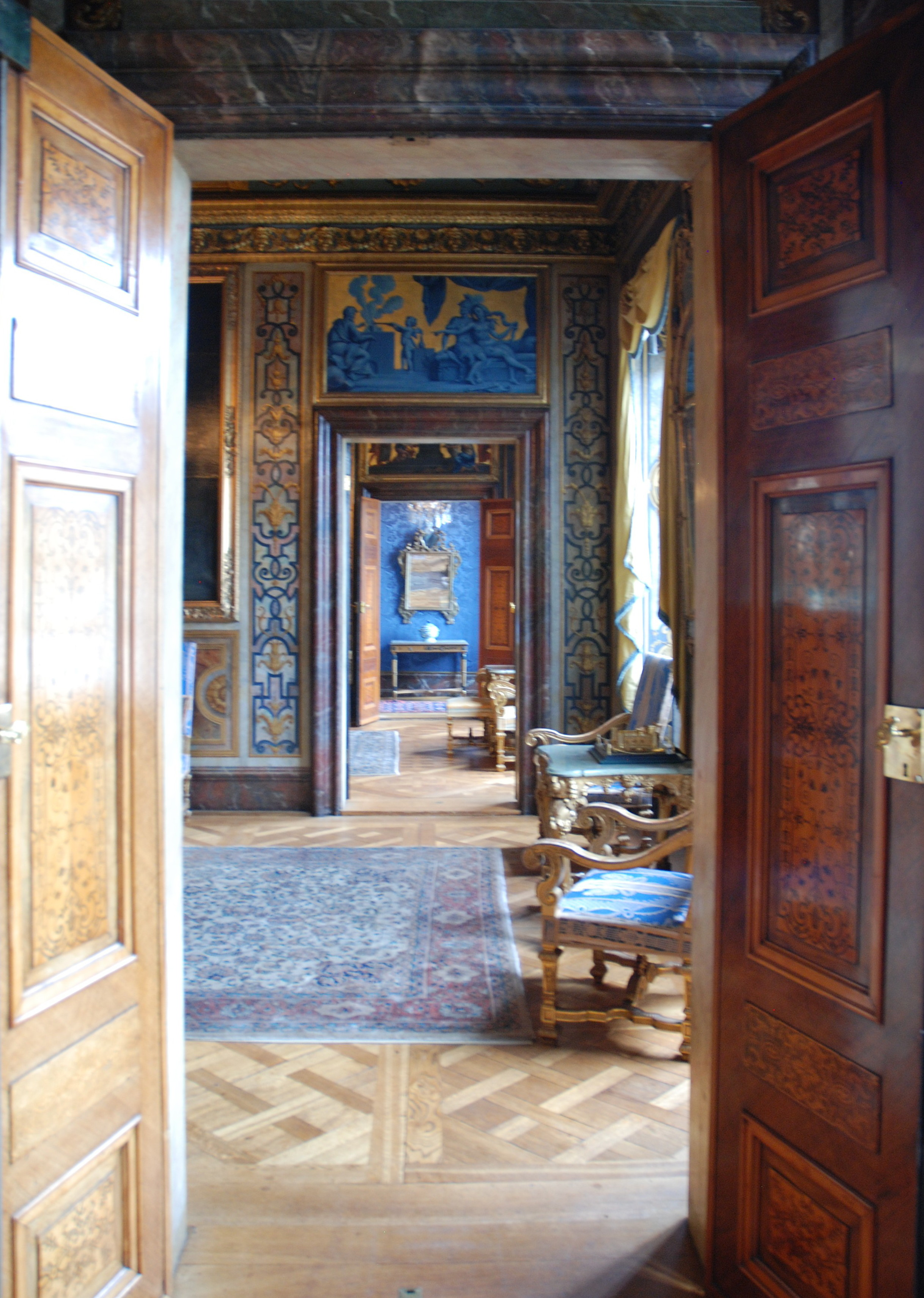
Rumsfil i paradvåningen.
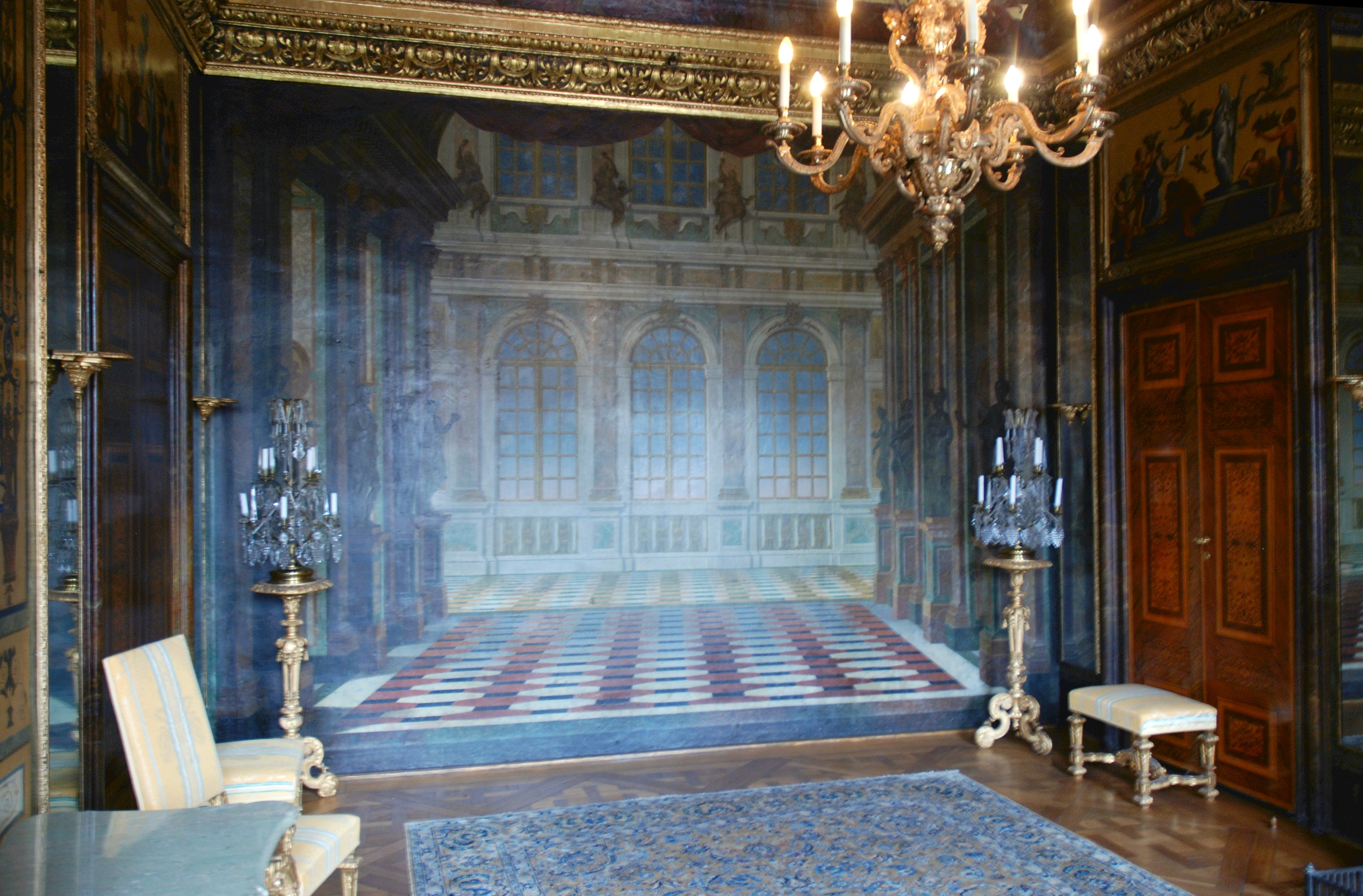
Rum i paradvåningen.